# Sucha Dolina
Sucha Dolina est une très petite station de ski située près de Nowy Sącz dans la Voïvodie de Petite-Pologne, dans le sud de la Pologne.